# Conrad Keller (Bankdirektor)
Conrad Keller (* 1836 in Schaffhausen; † 1892 in Winterthur) war ein Schweizer Bankdirektor.

## Leben und Karriere in Winterthur
Keller, ursprünglich aus Schaffhausen kam nach Winterthur, wo er 1862 zum Direktor der neu gegründeten Bank in Winterthur (heute Teil der UBS) wurde. Er heiratete eine Tochter von Johann Ulrich Egg-Greuter, einem Textilindustriellen. Die Heirat verschaffte ihm Zutritt in die Winterthurer Oberschicht. Das Bürgerrecht der Stadt bekam er geschenkt.
Keller war in Winterthur in viele Unternehmen eingebunden. So war er u. a. an der Gründung der Schweizerischen Lokomotivfabrik beteiligt, gehörte zum Gründungskomitee der Winterthur Unfall, war Verwaltungsrat bei der Transportversicherung Lloyd und der Hypothekarbank.
Gemeinsam mit dem Winterthurer alt Stadtrat Jakob Goldschmid war Keller massgeblich beteiligt an der Gründung der Freien Schule Winterthur im Jahr 1873.
Sein ehemaliges Wohnhaus, die Villa Lindgüetli, wurde von Ernst Jung erbaut und wird heute als Bürogebäude genutzt.

## Schaffhausen und Basel
In seiner Heimatstadt Schaffhausen war Keller Verwaltungsrat der Bank in Schaffhausen (ebenfalls heute Teil der UBS) und der Schweizerischen Industrie-Gesellschaft (SIG). An der Gründung der Schaffhauser Handelsbank war er mit beteiligt.
In Basel war er beteiligt an der Chemiefirma von Robert Bindschedler und Albert Busch, der Vorläuferin der späteren Ciba.

## Familie
Kellers Frau verstarb früh. Ebenso später auch einer seiner Söhne.
Dahingegen wurde sein zweiter Sohn Gustav (1867–1932) ein bekannter Schweizer Politiker.